# Mack Calvin
Mack Calvin (ur. 27 lipca 1947 w Fort Worth) – amerykański koszykarz występujący na pozycji rozgrywającego. Uczestnik spotkań gwiazd ABA, kilkukrotnie wybierany do składów najlepszych zawodników tej ligi. Zaliczony do składu najlepszych zawodników w historii ligi ABA.

## Osiągnięcia
ABA
- Finalista ABA (1970)
- 5-krotny uczestnik meczu gwiazd ABA (1971–1975)
- Zaliczony do:
  - I składu ABA (1971, 1974–1975)
  - II składu ABA (1973)
  - składu najlepszych zawodników w historii ligi ABA (ABA's All-Time Team - 1997)
- Lider:
  - sezonu zasadniczego:
    - asystach (1975)
    - skuteczności rzutów wolnych (1975, 1976)

  - play-off w liczbie celnych rzutów wolnych (1970)[4]